# Јурук-Хаи
Јурук Хаи представља супериорну, усавршену врсту орка насталу укрштањем орка и људи.

### Стварање
Први пут их је створио Мајар Саруман у Изенгарду. Када је Саруман 3017. године послао најмање 10.000 ових опаких бића на нуменорејски народ који се сакривао у Хелмовој клисури, они (Јурук Хаи) су били надомак победе. Међутим, у последњем часу, јахачи Еовена су пристигли у помоћ и уништили легије Јурук Хаија.

### Пут за Мордор
Након пораза, Јурук Хаији су одлучили да оду у Мордор и тамо се трајно настане. Већина њих је пресретнута и побијена, али су неки успели да преживе. Њима глад и жеђ нису представљали проблем, јер су они истренирани да буду отпорни на све телесне потребе, подразумевајући и умор.

### У Мордору
Након дугог путовања, Јурук Хаи су стигли на жељено одредиште. У Мордору су их дочекали краљевски и одмах их сместили у специјалну војну јединицу орка, која је имала овлашћење да заповеда осталима. Ипак, за мање од 2 месеца, Јуруци су уиштени у мањим нападима на Минас Тирит.